# Anna Alminova
Anna Aleksandrovna Alminova (en russe : Анна Александровна Альминова ; née le 17 janvier 1985 à Kirov) est une athlète russe spécialiste des épreuves de demi-fond.

## Biographie
Elle se classe cinquième des Championnats du monde jeunesse 2001 de Sherbrooke, et remporte dès l'année suivante la médaille d'argent du 1 500 m des Championnats du monde juniors de Grosseto dans le temps de 4 min 16 s 32. Sélectionnée dans l'équipe de Russie lors des Jeux olympiques d'été de 2008 à Pékin, la Russe termine onzième de la finale du 1 500 m.
En début de saison 2009, Anna Alminova remporte la médaille d'or du 1 500 m des Championnats d'Europe en salle de Turin avec le temps de 4 min 07 s 76. Elle porte son record personnel en salle à 4 min 02 s 23 (Le Pirée, 25/02/2009) et améliore également sa meilleure performance en plein air (4 min 01 s 44 à Eugene le 07/06/2009). 
La Russe se classe septième des Championnats du monde en salle de Doha, début 2010, mais fait l'objet d'un contrôle antidopage positif à la pseudoéphédrine lors de cette compétition. Elle est suspendue trois mois par l'IAAF du 9 avril au 8 juillet 2010. Pour son retour à la compétition, le 16 juillet 2010 au meeting Areva de Paris-Saint-Denis, Anna Alminova remporte le 1 500 m en 3 min 57 s 65 et signe la meilleure performance mondiale de l'année. Elle participe ensuite aux Championnats d'Europe de Barcelone et se classe sixième de la finale du 1 500 m : elle en est également disqualifiée pour dopage.

## Palmarès
| Date | Compétition                       | Lieu      | Résultat | Épreuve |
| ---- | --------------------------------- | --------- | -------- | ------- |
| 2001 | Championnats du monde jeunesse    | Debrecen  | 5e       | 800 m   |
| 2004 | Championnats du monde juniors     | Grosseto  | 2e       | 1 500 m |
| 2005 | Championnats d'Europe en salle    | Madrid    | 8e       | 1 500 m |
| 2008 | Jeux olympiques                   | Pékin     | 11e      | 1 500 m |
| 2009 | Championnats d'Europe en salle    | Turin     | 1re      | 1 500 m |
| 2009 | Championnats d'Europe en salle    | Turin     | 6e       | 3 000 m |
| 2009 | Championnats d'Europe par équipes | Leiria    | 1re      | 1 500 m |
| 2010 | Championnats du monde en salle    | Doha      | DQ       | 1 500 m |
| 2010 | Championnats d'Europe             | Barcelone | DQ       | 1 500 m |

### Records
| Épreuve | Performance   | Lieu        | Date            |
| ------- | ------------- | ----------- | --------------- |
| 800 m   | 1 min 57 s 86 | Tcheboksary | 23 juillet 2009 |
| 1 000 m | 2 min 38 s 38 | Linz        | 22 août 2006    |
| 1 500 m | 3 min 57 s 65 | Paris       | 16 juillet 2010 |
| Mile    | 4 min 20 s 86 | Moscou      | 29 juin 2007    |